# مکلیزین
مکلیزین (به انگلیسی: Meclizine)، که با نام تجاری Bonine و دیگر نام‌ها فروخته می‌شود، یک آنتی هیستامین است که برای درمان بیماری حرکتی و احساس سرگیجه استفاده می‌شود. به صورت خوراکی تجویز می‌شود و اثرات آن به‌طور کلی در یک ساعت شروع می‌شود و تا یک روز ادامه دارد.
عوارض جانبی شایع آن شامل خواب آلودگی و خشکی دهان است. عوارض جانبی جدی ممکن است شامل واکنش‌های آلرژیک باشد. به نظر می‌رسد استفاده در بارداری بی خطر باشد اما هنوز مورد مطالعه قرار نگرفته‌است در حالی که استفاده از آن در شیردهی از نظر ایمنی نامشخص است. اعتقاد بر این است که تا حدی توسط مکانیسم‌های آنتی کولینرژیک و آنتی هیستامین اثر می‌کند.
مکلیزین در سال ۱۹۵۱ ثبت اختراع شد و در سال ۱۹۵۳ مورد استفاده پزشکی قرار گرفت.

## سنتز
(۴-کلرفنیل)-فنیل‌متانول قبل از افزودن استیل‌پیپرازین با تیونیل کلراید هالوژنه می‌شود. سپس گروه استیل با سولفوریک اسید رقیق شکسته می‌شود. N-آلکیلاسیون حلقه پیپرازین با ۳-متیل‌بنزیل‌کلراید سنتز را کامل می‌کند.
به صورت جایگزین، آخرین مرحله را می‌توان با یک N- آلکیلاسیون احیا کننده با ۳-متیل‌بنزالدهید جایگزین کرد. عامل احیا کننده هیدروژن است و از نیکل رینی به عنوان کاتالیزور استفاده می‌شود.
مکلیزین به دست آمده یک مخلوط راسمیک، با نسبت ۱:۱ از این دو ایزومر فضایی است. اشکال دارویی حاوی دی هیدروکلراید راسمیک است.